# Мальцев Олександр Євгенович
Мальцев Олександр Євгенович (22 червня 1995) — російський синхронний плавець.
Чемпіон світу з водних видів спорту 2015, 2017, 2019 років.
Чемпіон Європи з водних видів спорту 2016, 2018, 2020 років.